# Манистина, Елена Александровна
Елена Александровна Манистина (род. 16 ноября 1973, Саратов) — российская певица (меццо-сопрано). Заслуженная артистка Российской Федерации. Солистка Большого театра. Лауреат первой премии Международного конкурса вокалистов имени Бюльбюля, лауреат III премии Международного конкурса вокалистов им. М. И. Глинки (1997), лауреат II премии Международного конкурса имени П. И. Чайковского (1998), лауреат I премии «юбилейного» конкурса Пласидо Доминго «Опералия» (2002).

## Биография
Елена Манистина родилась в городе Саратове 16 ноября 1978 года в семье музыкантов. Прошла обучение в Саратовской государственной консерватории имени Леонида Собинова. Уже студенткой активно принимала участие в постановках Саратовского академического театра оперы и балета. В 23 года в опере «Хованщина» Модеста Мусоргского была исполнительницей партии Марфы.
Дальнейшее обучение Елена продолжила проходить в классе Ирины Архиповой в Московской государственной консерватории имени Петра Чайковского. В 2000 году завершила обучение в престижном музыкальном ВУЗе, через два года окончила аспирантуру консерватории. В этот период она солировала в Московском академическом музыкальном театре имени Константина Станиславского и Владимира Немировича-Данченко. Здесь она исполняла партии: Дуэньи в опере «Обручение в монастыре», Князя Орловского в «Летучей мыши».
С 2000 года артистка является солисткой оперной труппы Большого театра. В 1997 году она стала лауреатом Международного конкурса имени Михаила Глинки, в 1998 году Международного конкурса имени Петра Чайковского, в 2000 году Международного конкурса вокалистов имени Бюль-бюля, в 2002 году ей покорился Международный конкурс вокалистов в Китае.
В 2001 году певица была удостоена премии фестиваля «Московские дебюты», учрежденного Центральным домом актера. Через год она стала лауреатом I премии Десятого конкурса Пласидо Доминго «Опералия». 
Елена часто гастролирует и выступает на известных музыкальных площадках мира. Партии Ульрики в «Бале-маскараде», Гувернантки и Графини в «Пиковой даме» она исполняла в Вашингтонской национальной опере. В «Сказках Гофмана» пела в опере Лос-Анджелеса. С оркестром Парижа, на сцене театра Шатле, в спектакле Государственного академического Мариинского театра «Золотой петушок», пела Амелфу. В брюссельском театре де Ла Монне в 2007 году певица исполнила партию Гадалки в «Огненном ангеле» Прокофьева. В Парижская национальная опера услышала Ульрики в «Бале-маскараде» в её исполнении.
В 2018 году Елена в новой постановке оперы «Борис Годунов» выступила в Парижской национальной опере, спев партию Шинкарки. В марте 2019 года участвовала в гастрольном туре Большого театра во Франции.
Замужем.

## Награды и звания
- 1997 - III премия Международного конкурса имени М. И.Глинки.
- 1998 - II премия Международного конкурса имени П. И.Чайковского.
- 2000 - I премия Международного конкурса вокалистов имени Бюльбюля.
- 2001 - Премия фестиваля «Московские дебюты», учрежденного Центральным домом актера.
- 2002 - I премия X конкурса Пласидо Доминго «Опералия».
- 2002 - II премия Международного конкурса вокалистов в Китае.
- 2002 - Премия Фонда Ирины Архиповой.
- 2003 - Лауреат Международного конкурса вокалистов имени Франсиско Виньяса.
- 2010 - «Заслуженная артистка Российской Федерации»

## Роли и исполнение
- Гувернантка - «Пиковая дама» П. И. Чайковского;
- Ульрика - «Бал-маскарад» Дж. Верди;
- Няня - «Евгений Онегин» П. И. Чайковского;
- Марта - «Иоланта» П. И. Чайковского;
- Амелфа - «Золотой петушок» Н. Римского-Корсакова;
- Прециозилла - «Сила судьбы» Дж. Верди;
- Миссис Квикли - «Фальстаф» Дж. Верди;
- Марфа - «Хованщина» М. Мусоргского;
- Элен Безухова - «Война и мир» С. Прокофьева;
- Марина Мнишек, Хозяйка корчмы - «Борис Годунов» М. Мусоргского;
- Любаша - «Царская невеста» Н. Римского-Корсакова;
- Алконост - «Сказание о невидимом граде Китеже и деве Февронии» Н. Римского-Корсакова;
- Князь Орловский - «Летучая мышь» И. Штрауса;
- Весна - «Снегурочка» Н. Римского-Корсакова;
- Княгиня Евпраксия Романовна - «Чародейка» П. Чайковского;
- Епанчина - «Идиот» М. Вайнберга;
- Старуха - «Кандид» Л. Бернстайна, театрализованное концертное исполнение, — первая исполнительница в Большом театре;
- Власьевна - «Псковитянка» Н. Римского-Корсакова;
- Ежибаба - «Русалка» А. Дворжака — первая исполнительница в Большом театре;
- Ларина - «Евгений Онегин» П. И. Чайковского;
- Партия меццо-сопрано в балете «Герой нашего времени» И. Демуцкого (часть «Бэла»).